# João Pires Rodovalho
João Pires Rodovalho foi um bandeirante do século XVII, que em 1694 fundou o primeiro povoado na região do rio Guarapiranga, mas este foi abandonado posteriormente devido à destruição encabeçada pelos indígenas. Mais adiante, seu irmão aparece como um dos primeiros moradores de Ribeirão do Carmo.